# Mocsa, Komárom-Esztergom
Mocsa  este un sat în districtul Komárom, județul Komárom-Esztergom, Ungaria, având o populație de 2.204 locuitori (2011). 

## Demografie
Componența etnică a satului Mocsa
     Maghiari (98,43%)
     Necunoscut (0,3%)
     Alții (1,26%)
Componența confesională a satului Mocsa
     Romano-catolici (42,51%)
     Reformați (29,85%)
     Fără religie (7,8%)
     Necunoscută (19,15%)
     Alte religii (0,95%)
Conform recensământului din 2011, satul Mocsa avea 2.204 locuitori. Din punct de vedere etnic, majoritatea locuitorilor (98,43%) erau maghiari. Apartenența etnică nu este cunoscută în cazul a 0,3% din locuitori. Nu există o religie majoritară, locuitorii fiind romano-catolici (42,51%), reformați (29,85%) și persoane fără religie (7,8%). Pentru 19,15% din locuitori nu este cunoscută apartenența confesională.